# Brachycylix vageleri
Brachycylix vageleri är en ärtväxtart som först beskrevs av Hermann August Theodor Harms, och fick sitt nu gällande namn av John Macqueen Cowan. Brachycylix vageleri ingår i släktet Brachycylix och familjen ärtväxter. Inga underarter finns listade i Catalogue of Life.